# Taylor Hawkins
Taylor Hawkins (17. února 1972 Harris Hospital, Fort Worth, Texas, Spojené státy americké – 25. března 2022 Bogotá, Kolumbie) byl americký hudebník, nejvíce známý jako bubeník americké formace Foo Fighters. Jméno Taylor měl podle Rogera Taylora (bubeník Queen).
Předtím, než se ke kapele připojil v roce 1997, působil jako bubeník Alanis Morissette na její Jagged Little Pill tour, stejně jako bubeník v nepříliš známém experimentálním seskupení Sylvia. Měl rovněž kapelu Taylor Hawkins & The Coattail riders, ve které bubnoval a zpíval.
Tvrdil, že byl ovlivněn Rogerem Taylorem z Queen, Stewartem Copelandem z The Police, Philem Collinsem z Genesis a Neilem Peartem z Rush.
V roce 2005 byl zvolen v hlasování britského časopisu Rhythm „Best Rock Drummer“.
Foo Fighters mělo vystoupit 25. března 2022 na Estéreo Picnic Festival v Bogotě. Před koncertem byla do hotelu Casa Medina, kde byla kapela ubytována, zavolána záchranka z důvodu Taylorových bolestí hrudníku. Zdravotníci zjistili, že Taylor nereaguje a provedli KPR, ale Taylor byl na místě prohlášen za mrtvého. Následující den kolumbijské úřady oznámily a provedly předběžný toxikologický test. Ukázalo se, že Taylor měl v těle 10 cizích látek, z toho některé byly nelegální. V jeho krevním oběhu bylo nalezeno např. THC, antidepresiva, benzodiazepiny a opioidy.
27. března 2022 bylo zjištěno, že Taylor měl srdce dvakrát větší (600g) než typický dospělý muž. Došlo se k závěru, že Taylor zemřel na kardiovaskulární selhání po požití léků a drog.
9. září 2022 vyšlo album od Ozzyho Osbourna s názvem Patient Number 9 na kterém sdílí bicí se svým blízkým přítelem Chadem Smithem. Také se podílel na autorství skladeb na albu (Parasite, Mr. Darkness a God Only Knows). Album vyšlo 6 měsíců po jeho smrti a obsahuje jeho poslední bicí party před jeho smrtí.

## Vybavení

### S Foo Fighters v 90. letech
- Ludwig Drums and Zildjian Cymbals:
- Ludwig Drums – Custom Chrome
- 12×8" Tom
- 18×16" Floor Tom
- 20×16" Floor Tom
- 16" Remo Roto-Tom
- 18" Remo Roto-Tom
- 24×16" Bass Drum
- 14×6.5" 70's Stainless Steel Snare Drum
- 15" A New Beat Hi-Hats
- 18" Z Custom Medium Crash
- 19" A Custom Rock Crash
- 20" A Crash/Ride
- 24" A Medium Ride
- 22" A China Boy Low or 22" Z Custom Rock Crash

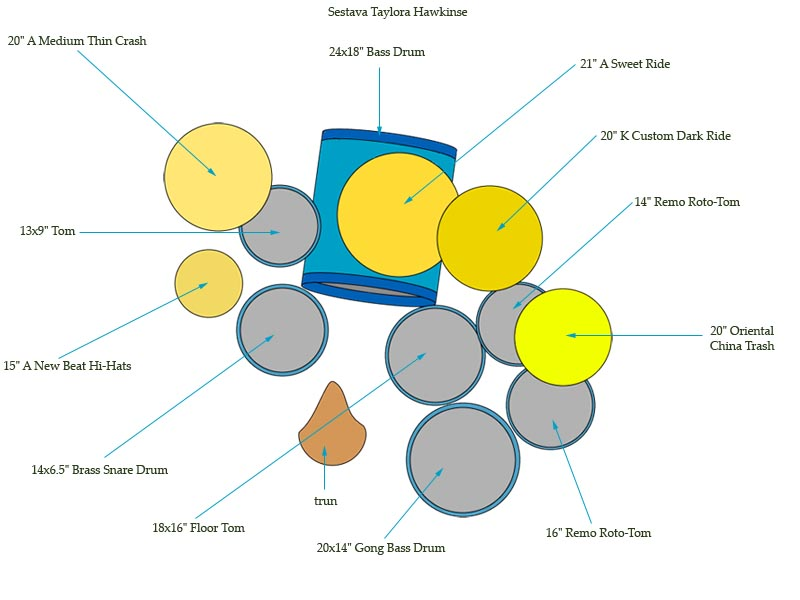

### V současnosti (Wasting Light 2011 - 2022)
- bicí Gretsch USA Custom drums:
- 18" × 22" bass drum
- 6.5" × 14" steel Taylor Hawkins Signature Gretsch Snare Drum
- 6" × 6" concert tom
- 6" × 8" concert tom
- 7" × 10" concert tom
- 9" × 13" rack tom
- 16" × 16" floor tom
- 16" × 18" floor tom

- činely Zildjian:
- 15" K Light Hi-Hats
- 19" K Custom Hybrid Crash
- 21" Avedis Sweet Ride
- 20" A Custom EFX Crash
- 20" A Custom China

Hawkins také používal DW Hardware, blány Remo, perkuse Latin Percussion, mikrofony Shure a paličky Zildjian Taylor Hawkins Signature.

## Zajímavosti
- Byl fanouškem britské skupiny Queen a jejich zpěváka Freddie Mercuryho. Hawkins hrál na sólové desce Briana Maye Another World[nepřesný odkaz] ve skladbě "Cyborg".
- Zpíval hlavní vokály v písní „Cold Day In The Sun“.
- Po odchodu z Orange County Altered State, spojil svůj um se Sass Jordan.
- Opustil Sass Jordanovou, aby mohl hrát s Alanis Morissette.
- Pracoval jako prodavač v Guitar Center v Lake Forest v Kalifornii.
- Měl vztah s Minnie Driver.
- Byl blízkým přítelem Chada Smithe – bubeníka Red Hot Chili Peppers.
- Uměl hrát na kytaru, proto není divu, že si někdy vyměnil místo s Davem Grohlem.
- Také hrál na klavír.
- Slavil narozeniny ve stejný den jako Billie Joe Armstrong a Paris Hilton.